# ゴンドラ安全規則
ゴンドラ安全規則（ゴンドラあんぜんきそく、昭和47年9月30日労働省令第35号）は、ゴンドラの安全についての基準を定めた厚生労働省令である。
労働安全衛生法に基づき定められたものである。
本規則は次のような構成になっている。
- 第1章 総則（第1条）
- 第2章 製造及び設置（第2条―第10条）
- 第3章 使用及び就業（第11条―第20条）
- 第4章 定期自主検査等（第21条―第23条）
- 第5章 性能検査（第24条―第27条の2）
- 第6章 変更、休止、廃止等（第28条―第36条）
- 附則